# National Wrestling Association World Junior Heavyweight Championship
Il National Wrestling Association World Junior Heavyweight Wrestling Championship è stato un titolo di wrestling riservato a categorie di pesi leggeri e promosso dalla National Wrestling Association (NWA), una branca della National Boxing Association.
Il titolo è stato creato nel 1936 e ed è stato dismesso nel 1952, quando è stato unificato all'interno del NWA World Junior Heavyweight Championship, di proprietà della National Wrestling Alliance (NWA).

## Albo d'oro
| #  | Campione            | Regno | Data              | Giorni | Località                | Note | Rif.  |
| -- | ------------------- | ----- | ----------------- | ------ | ----------------------- | --- | ----- |
| 1  | Albion Britt        | 1     | 20 aprile 1936    | 245    | Hollywood, California   | Britt vinse un torneo per l'assegnazione del titolo, sconfiggendo in finale Ted Christy. Questo regno e i successivi sono riconosciuti dalla National Wrestling Association.                | [ 1 ] |
| 2  | Dude Chick          | 1     | 21 dicembre 1936  | 623    | Hollywood, California   | | [ 2 ] |
| 3  | Sgt. Bob Kenaston   | 1     | 5 settembre 1938  | 203    | Hollywood, California   | |       |
| 4  | John Swenski        | 1     | 27 marzo 1939     | 84     | Tulsa, Oklahoma         | | [ 3 ] |
| 5  | Leroy McGuirk       | 1     | 19 giugno 1939    | --     | Hollywood, California   | | [ 5 ] |
| -  | Vacante             | --    | 1947              | --     | --                      | Il titolo viene dichiarato vacante nel 1947 e viene indetto un torneo a 40 uomini per riassegnarlo. McGuirk, tuttavia, continuerà ad essere riconosciuto come campione in alcuni territori. |       |
| 6  | Billy Varga         | 1     | 29 settembre 1947 | 56     | Hollywood, California   | Varga vinse il torneo per la riassegnazione del titolo, sconfiggendo Danny McShain in finale.                                                                                               | [ 6 ] |
| 7  | Martino Angelo      | 1     | 24 novembre 1947  | 133    | Hollywood, California   | |       |
| 8  | Leo Wallick         | 1     | 5 aprile 1948     | 30     | Hollywood, California   | |       |
| 9  | Gorilla Ramos       | 1     | 5 maggio 1948     | 40     | Baskerfield, California | |       |
| 10 | Maurice La Chapelle | 1     | 14 giugno 1948    | 21     | Hollywood, California   | | [ 7 ] |
| 11 | Danny McShain       | 1     | 5 luglio 1948     | 42     | Hollywood, California   | |       |
| 12 | Billy Darnell       | 1     | 16 agosto 1948    | 210    | Hollywood, California   | |       |
| 13 | Billy Varga         | 2     | 14 marzo 1949     | 119    | Hollywood, California   | |       |
| 14 | Danny McShain       | 2     | 11 luglio 1949    | 49     | Hollywood, California   | |       |
| 15 | Red Berry           | 1     | 29 agosto 1949    | 8      | Hollywood, California   | |       |
| 16 | Johnny Demchuk      | 1     | 6 settembre 1949  | 20     | San Diego, California   | |       |
| 17 | Sonny Myers         | 1     | 26 settembre 1949 | 57     | Hollywood, California   | |       |
| 18 | Ivan Kalmikoff      | 1     | 22 novembre 1949  | 57     | San Diego, California   | |       |
| 19 | Billy Varga         | 3     | 18 gennaio 1950   | 44     | Bakersfield, California | |       |
| 20 | Leo Garibaldi       | 1     | 3 marzo 1950      | 87     | Los Angeles, California | |       |
| 21 | Billy Varga         | 4     | 29 maggio 1950    | 43     | Hollywood, California   | |       |
| 22 | Leo Garibaldi       | 2     | 11 luglio 1950    | 42     | San Diego, California   | |       |
| 23 | Baron Michele Leone | 1     | 22 agosto 1950    | 310    | San Diego, California   | |       |
| 24 | Leo Garibaldi       | 3     | 28 giugno 1951    | 97     | Salt Lake City, Utah    | | [ 8 ] |
| 25 | Red Berry           | 2     | 3 ottobre 1951    | 196    | Los Angeles, California | |       |
| 26 | Rito Romero         | 1     | 16 aprile 1952    | 39     | Los Angeles, California | |       |
| 27 | Danny McShain       | 3     | 25 maggio 1952    | <1     | Los Angeles, California | McShain, subito dopo la vittoria del titolo, lo unifica all'interno del NWA World Junior Heavyweight Championship                                                                           | [ 9 ] |
| -  | Disattivato         | --    | 25 maggio 1952    | --     | --                      | Il titolo viene unificato all'interno del NWA World Junior Heavyweight Championship. |       |